# Валентиніан I
Валентиніан I (лат. Flavius Valentinianus; 321 у Кібале, Паннонія — 17 листопада 375, Брігеціо, біля Комарон, сучасна Угорщина) — римський імператор, співправитель західної частини імперії з 26 лютого 364 року по 17 листопада 375 року.
Мав титули: Август (лат. Augustus) — з 26 лютого 364 року; спеціальні титули перемоги Germanicus Maximus — з 366 або 368 року; Alamannicus Maximus та Francius Maximus — з 368 року; Gothicus Maximus (Великий переможець Готів) — з 369 року. Владу трибуна здобув 26 лютого 364 року.

## Сходження до влади
Валентиніан вступив рано до військової служби. В юності (340 рік) він супроводжував до провінції Африка свого батька, який був там призначений на посаду коміта. Згодом, коли Граціан Старший був переведений до Британії, Валентиніан переїхав з ним. Після закінчення терміну служби Граціан віддалився у родовий маєток у Цібалії, в той час, як Валентиніан був переведений на службу вздовж кордону Рейну або Дунаю.
У 360 році став військовим трибуном (Tribunus militaris) та супроводжував уже Юліана до Антіохії. Він зберіг свою посаду, хоча відкрито виступав із позицій християнства. Юліан загинув у 363 році у війні проти Сассанідів, і його наступник Йовіан також раптово помер. 26 лютого 364 року війська проголосили в Нікеї імператором Валентиніана. Він розлучився із своєю першою дружиною (Марина Севера) й одружився вдруге з Юстиною, з якою у нього народилися син Валентиніан ІІ та дочки — Юста, Грата і Галла — майбутня дружина імператора Феодосія I.
Але війська вирішили обрати Валентиніану співправителя. Тоді, за словами Феодорита Кіррського він сказав таке: «Коли не було імператора, від вас, воїни, залежало довірити мені кермо влади; але коли я прийняв владу, то вже моя, а не ваша справа — вершити справи державні». За словами Амміана Марцелліна, солдати були вражені сміливою поведінкою Валентиніана і його готовністю взяти на себе імператорську владу.
Проте він підтримав рішення обрати співімператора, що також можна витлумачити як крок, щоб заспокоїти будь-яку опозицію серед населення в Східній частині імперії. Наступного дня військо рушило далі. Прибувши наприкінці березня в Константинополь, Валентиніан зібрав раду, де поставив питання про призначення співправителя. 28 березня 364 року попри заперечення Дагалайфа він обрав як свого співправителя брата Валента. Вони розділили між собою імперію: Валенту дістався схід, а Валентиніану захід. Тоді Валентиніан вирушив до Медіолана, а Валент у Константинополь.

## Правління

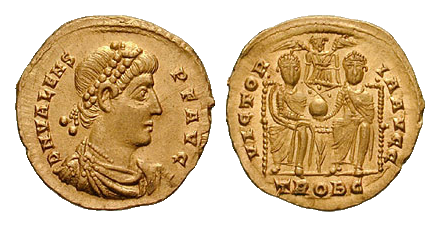
Солідус карбований за часів Велентиніана (близько 376 року). На реверсі викарбувано двох братів Валента та Валентиніана.

Валентиніан був мудрим правителем, який однаково дбав про внутрішні та зовнішні справи, у релігійних питаннях виявляв незвичайну терпимість, попри свою прихильність до вчення церкви (Нікейського символу віри). У 
Загалом він був людиною справедливою, хоча нерідко під впливом запалу доходив до жорстокості. При ньому у Британії (Феодосієм, батьком майбутнього імператора) було відновлено римське панування над територією до валу Антонія (367-70). Галлію  Валентиніан сам очистив від алеманів (366). Їх імператор переслідував аж за Рейн.
У 368 році він знову завдав їм поразки при Соліцініумі (нинішній Зульц, в долині річки Неккара). По тому зміцнив Рейнський кордон новими спорудами і у 374 році уклав з ними вигідний мир. Повстання мавританського князя Фірма у провінції Африка було придушене Феодосієм у 373 — 375 роках. Валентиніан також вдало воював особисто з квадами та сарматами на Дунаї.
374 року сармати і квади перейшли через Дунай вторгшись в римську провінцію Реція. Наступного року Валентиніан переніс свою резиденцію в Сірмій, а також відновив укріплення на кордоні по Дунаю. Навесні 375 року, після укладення з алеманами мирної угоди, він виступив із Тріра до зруйнованого міста Карнунт. Там він прийняв сарматських посланників, які просили вибачення за свої дії. Валентиніан відповів, що буде проведено розслідування про події, які відбулися. У супроводі Себастіана і Меробавда він провів літні місяці в підготовці до майбутнього походу, а потім вторгся в землі квадів. Після їх розграбування Валентиніан вирушив на зимівлю в Савар. З невідомих причин він вирішив продовжити кампанію і переїхав з Саварі в Брегеціон. Там Валентиніан прийняв посольство від квадів 17 листопада 375 року. В обмін на постачання рекрутів у римську армію квади зобов'язувалися дотримуватися кордону Римської імперії. Посли пояснювали напад свого племені на римські території будівництвом римської фортеці на їхніх землях.
Але того ж 17 листопада 375 року Валентиніан раптово помер у Брігеціо (біля Комарон (Komárom-Szöny), сучасна Угорщина). Під час прийому посольства квадів у Валентініана стався інсульт, коли він у нападі люті лаяв присутніх послів.
Його тіло поховали у Константинополі.